# 자유헌정론
《자유헌정론》(The Constitution of Liberty)은 오스트리아 학파 경제학자이자 노벨상 수상자 프리드리히 하이에크의 저서이다. 이 책은 1960년 University of Chicago Press에서 처음 출판되었다. 저자는 부와 성장의 전제 조건으로 제시한 자유의 기본 원칙에 의해 문명이 가능해진 것으로 해석한다.
마거릿 대처는 그 책을 참조하여 "이것이 우리가 믿는 것"이라고 지적하기 위해 테이블에 내려친 것으로 알려졌다.

## 내용

### 1장 자유란 무엇인가?
본연의 자유는 다른 사람의 강압으로부터 강제되지 않는 개인의 사적인 영역이 보장되는 것을 말한다. 